# Gabriel Iwanowicz Hornostaj
Gabriel Iwanowicz Hornostaj herbu Hippocentaurus (zm. w 1588 roku) – wojewoda brzeskolitewski (od 1576), wojewoda miński (od 1566), starosta miński (od 1575), kamieniecki (od 1568).
Przeszedł z prawosławia na kalwinizm i założył zbory w swoich dobrach, Kozarowiczach i Hornostajpolu w województwie kijowskim.
Podpisał unię lubelską 1569 roku.
W 1573 roku był jednym z sygnatariuszy dekretu potwierdzającego elekcję Henryka Walezego na króla Polski.